# 中央の入江
中央の入江(Sinus Medii)は、小さな月の海である。地球から見た時に月の赤道と本初子午線の交点にあり、月の表面の中央、地球に最も近い位置にあることからこの名前がついた。秤動による若干の変動はあるものの、この場所から見ると、地球は常に真上に見える。

## 地理
中央の入江の座標は、北緯2.4度、東経1.7度であり、直径は335㎞である。西側で島の海に接し、北側で蒸気の海に接している。
入江の東部分には、いくつかのリマ（運河に似た細長い窪み）があることで知られている。北東方向にはRima Hyginusがあり、ヒュギーヌスで分断されている。東端には、220㎞の長さのRima Ariadaeusがあり、静かの海まで続いている。本初子午線をRimae Triesneckerが横断し、その西側には名前の由来となったトリスネッカーがある。
入江の北端は台地になっており、境界に沿ってマーチソンとパラスがある。
また南端から南東端にも台地が広がっており、境界に沿って、西から東に向かって、フラマリオン、オッポルツァー、レオミュール、ゼーリガーの各クレーターがある。 Rima FlammarionとRima Oppolzerが入江の端に沿って、それぞれ対応するクレーターの付近にある。南東の境界には、本初子午線を分断するようにレティクスがある。
入江の中の西半分には、小さなクレーターであるブルースとブラッグがある。西端近くには、シュレーターとゼンメルリンクがある。

## 名前
イギリスの天文学者ウィリアム・ギルバートは、最初にこの入江に名前を付け、「中央の島」(Insula Medilunaria )と呼んだ。現在の名前は、ミヒャエル・ラングレンの1645年の月面地図に由来する。ヨハネス・ヘヴェリウスは、1647年の月面地図で「アドリア海」(Mare Adriaticum)、ジョヴァンニ・バッティスタ・リッチョーリは1651年の月面地図で「暑い日の湾」(Sinus Aestuum)と記した。

## 探索
サーベイヤー4号とサーベイヤー6号のミッションでは、中央の入江の中にあるブルースクレーターの西南西に着陸した。